# Dim Days of Dolor
Albums de Sirenia
The Seventh Life Path
(2015) Arcane Astral Aeons
(2018)
Singles
1. The 12th hour
Sortie : 7 octobre 2016
2. Dim Days of Dolor
Sortie : 5 novembre 2016

Dim Days of Dolor est le huitième album studio du groupe norvégien de metal symphonique Sirenia sorti le 11 novembre 2016 sur le label Napalm Records.

## Historique
Dim Days of Dolor a été composé au début de l'année 2016, et enregistré entre juin et juillet dans le studio d'enregistrement personnel de Morten Veland (Audio Avenue Studios) à Tau, Rogaland. Des enregistrements additionnels ont été réalisés au Sound Suite Studios à Marseille.
Le 5 juillet, Sirenia annonce que leur chanteuse Ailyn Giménez quitte le groupe pour des raisons personnelles. Elle n'a participé à aucune des sessions d'enregistrement de l'album.
En août, l'album a été mixé au Hansen Studios à Ribe, au Danemark. Le design a une nouvelle fois été réalisé par Gyula Havancsák de Hjules Illustration And Design.
Le 8 septembre, la chanteuse française mezzo-soprano Emmanuelle Zoldan a été officiellement annoncée comme la nouvelle chanteuse du groupe, après que les enregistrements et le mixage instrumentaux aient été réalisés. Plus tard, les pistes vocales ont été ajoutées,.
Un des aspects notables est la faible présence du chant guttural de Veland, et la moindre participation de la chorale française d'opéra, en comparaison avec les albums précédents.

## Liste des chansons
Toute la musique est composée par Morten Veland.
| No  | Titre                                   | Durée |
| --- | --------------------------------------- | ----- |
| 1.  | Goddess of the Sea                      | 4:41  |
| 2.  | Dim Days of Dolor                       | 4:40  |
| 3.  | The 12th Hour                           | 6:37  |
| 4.  | Treasure n' Treason                     | 4:54  |
| 5.  | Cloud Nine                              | 5:14  |
| 6.  | Veil of Winter                          | 5:29  |
| 7.  | Ashes to Ashes                          | 4:36  |
| 8.  | Elusive Sun                             | 5:22  |
| 9.  | Playing with Fire                       | 5:05  |
| 10. | Fifth Column                            | 6:02  |
| 11. | Aeon's Embrace                          | 3:55  |
| 12. | Aeon's Embrace (French Version) (Bonus) | 3:55  |